# Baiomys taylori
Baiomys taylori — вид гризунів родини Cricetidae. Зустрічається в Мексиці та США. Ця миша зустрічається в різноманітних середовищах, включаючи прибережні прерії, середньотрав'яні прерії, трав'янисті прерії, чагарники змішаної пустелі, опунції та низькотрав'я, післядубові савани, сосново-дубові ліси та асоціації дуба та гікорі. Щільний ґрунтовий покрив є спільним знаменником зайнятих середовищ існування. Цей вид добре почувається в порушених місцях. Він їсть стебла та плоди кактуса опунції, насіння трави, листя трави, боби мескітової квасолі та ягоди гранжеро.

## Морфологічна характеристика
Середній розмір дорослого самця становить приблизно 7,5 грама, тоді як дорослі самки можуть важити до 9,4 грама.

## Розмноження
Вид розмножується цілий рік з піком розмноження в кінці осені та ранньою весною. Карликова миша має виводок від 1 до 5 дитинчат, в середньому 2,5–3. Вагітність вагітних самок триває менше від 20 до 23 днів. На відміну від багатьох інших гризунів, карликові миші-батько піклуються про потомство, доглядають за дитинчатами й туляться над ними. Середня тривалість життя миші становить 23 тижні, а максимальна рекордна тривалість життя – 170 тижнів для лабораторно вирощених тварин.

## Спілкування
У неволі ці миші іноді видають «писк» і використовують позу, схожу на співочу мишу.